# Venezianische Tetrarchengruppe

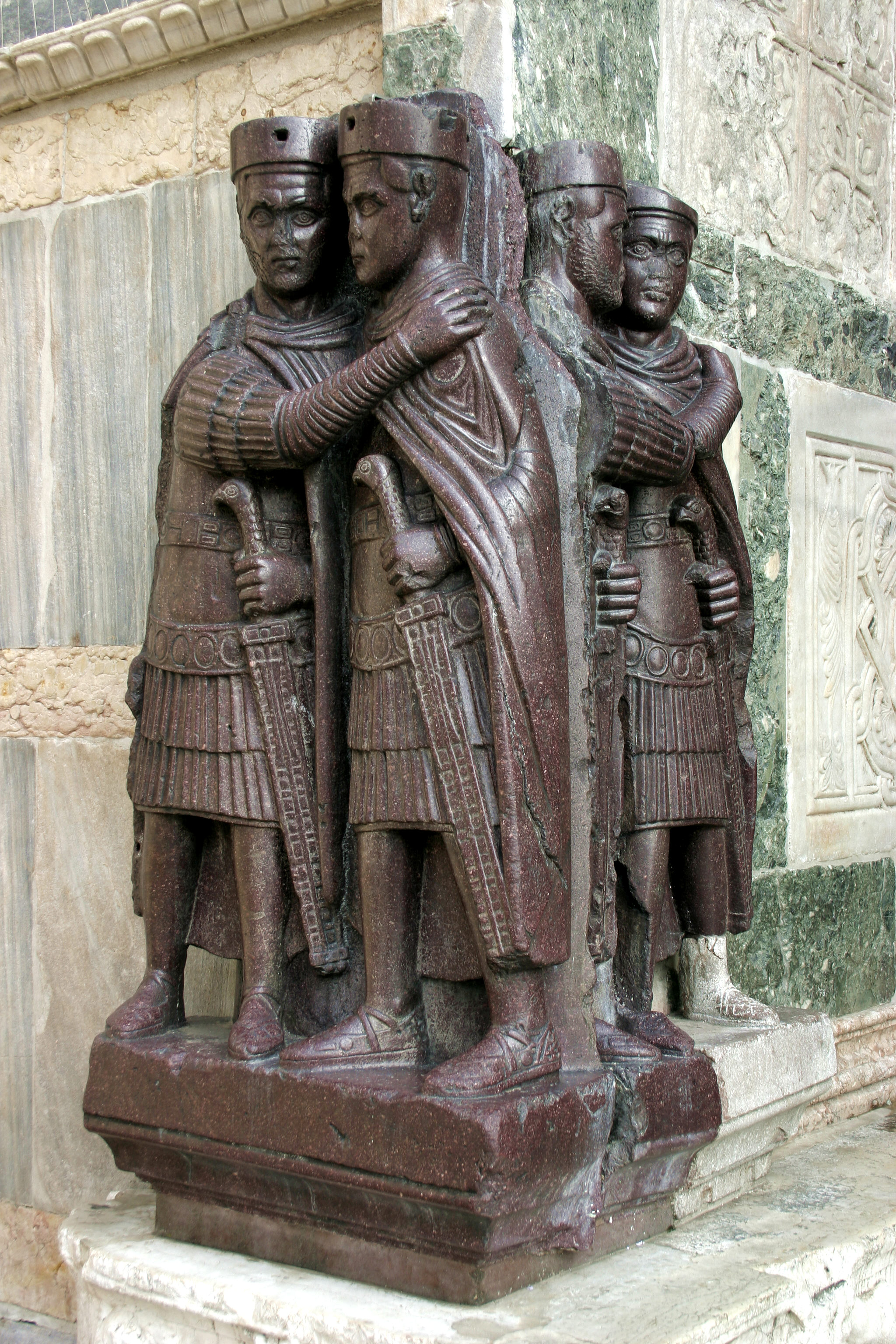
Die Tetrarchengruppe am Markusdom in Venedig

Die venezianische Tetrarchengruppe besteht aus zwei zusammengehörenden, unterlebensgroßen Statuen aus Porphyr, die in eine Ecke der Außenfassade des Markusdoms an der Porta della Carta in Venedig eingebaut sind. Sie entstand um das Jahr 300 herum in Ägypten oder Kleinasien. Dargestellt sind die Tetrarchen, vier römische Kaiser, die damals das Römische Reich gemeinsam regierten. Ihr gleichartiges Aussehen und ihre innige Umarmung sollten die Eintracht und Solidarität unter ihnen symbolisieren.

## Beschreibung
Die rund 1,30 Meter hohe Tetrarchengruppe ist in Porphyr gearbeitet, der im 3. Jahrhundert häufig für die Porträts und die Sarkophage von Kaisern verwendet wurde: Purpur war die Farbe der Imperatoren. Die beinahe rundplastisch wirkenden Figuren sind im Vollrelief gearbeitet, nur die Rücken gehen in die Wand bzw. den oberen Teil der Säulen über, an denen sie ursprünglich angebracht waren. Die Tetrarchengruppe ist weitgehend erhalten, nur von einer Figur fehlt das rechte Körperdrittel mit dem rechten Bein, der anderen Figur derselben Zweiergruppe der linke Fuß und Teile des rechten Beines sowie das Oberteil der Kopfbedeckung; allen Porträts fehlt die Nase. Die Kopfbedeckungen weisen Bohrungen über der Stirn auf. Dargestellt sind zwei Paare nahezu identisch gekleideter Männer, die sich mit einer Hand umarmen und die andere auf ein Langschwert (Spatha) legen. Die Männer tragen Muskelpanzer, Paludamentum, eine langärmlige Tunika, deren Rock mit Lederstreifen verstärkt ist, sowie campagi, halboffene Schuhe, deren Riemen über dem Fußrücken gekreuzt sind. Schuhe und die Scheide des Schwertes sind mit Edelsteinen verziert, bei einem Tetrarchenpaar auch die Gürtel – ein Novum in der Selbstrepräsentation römischer Herrscher, denn juwelengeschmückte Kleidung galt im Römischen Reich bis dahin als Kennzeichen orientalischer Machthaber. In deutlichem Gegensatz zu dieser Prachtentfaltung steht die betont einfache Kopfbedeckung: Der pilleus Pannonicus war eine ursprünglich aus Illyrien stammende einfache Feldmütze, die in der Zeit der Tetrarchenkaiser im römischen Heer eingeführt worden war. Dadurch sollte sowohl der Herrschaftsanspruch der Tetrarchen als auch ihre Verbundenheit mit den insbesondere illyrischen Truppen gezeigt werden, auf die sich ihre Herrschaft stützte.
Dem Künstler kam es nicht auf Porträts mit hohem Wiedererkennungswert an, sondern auf die Darstellungen der Tetrarchie als Konzept: Nicht nur Körperhaltung und Kleidung der vier Tetrarchen sind identisch, auch die mimisch starren Gesichter lassen (bis auf nachträglich eingekratzte Bärte bei zweien von ihnen) kaum eine Unterscheidung zu. Der Naturalismus und die Betonung individueller Züge der dargestellten Personen, die für die Bildhauerkunst der Antike seit etwa 500 v. Chr. typisch waren, sind überwunden. Daher ist die Identifizierung der dargestellten Personen schwierig: Nach dem Byzantinisten Arne Effenberger handelt es sich um die Kaiser der ersten Tetrarchie: die Augusti Diokletian und Maximian in der ursprünglich linken – in der heutigen Anbringung allerdings rechten – und die Caesares Constantius I. Chlorus und Galerius in der anderen Tetrarchengruppe. Der Archäologe Hans Peter Laubscher und der Althistoriker Klaus Rosen halten es dagegen für möglich, dass die Kaiser der zweiten Tetrarchie gemeint sind, also die Augusti Galerius und Constantius Chlorus sowie die Caesares Severus und Maximinus Daia.

## Geschichtlicher Hintergrund
Die römische Tetrarchie wurde 293 von Kaiser Diokletian eingeführt: Jeweils ein Augustus war von nun an für die West- bzw. Osthälfte des Reiches verantwortlich, jedem war ein Caesar und präsumptiver Nachfolger zugeordnet. Die enge Bindung zwischen beiden wurde durch die Eheschließung des Caesars mit einer der Töchter des Augustus gesichert, wofür sich der Caesar vorher eigens scheiden lassen musste. Dieses System geriet nach dem Tode Constantius’ I. 306 in eine Krise. Endgültig beendet wurde es durch den Aufstieg Kaiser Konstantins des Großen zum Alleinherrscher 324.
Verglichen mit der vorangegangenen Zeit der Soldatenkaiser gilt die Tetrarchie den antiken Quellen als eine Epoche der Stabilität, der Wohlfahrt und des Glücks. Selbst ein christlicher Autor wie Orosius bescheinigte dem von ihm ansonsten verabscheuten Christenverfolger Diokletian, solch ein System zum allgemeinen Wohl weise geteilter Herrschaft, wie er es einrichtete, sei „dem Menschgeschlecht bislang unbekannt“. Als ihre Gelingensbedingung galt allgemein die Eintracht der vier Herrscher, ihre concordia. Sie ist daher das zentrale Element der tetrarchischen Herrscherporträts und damit auch der venezianischen Gruppe: Durch die Umarmung, die gleiche Kleidung und die entindividualisierten Gesichtszüge wollte der Künstler die Eintracht und Ähnlichkeit aller (concordia bzw. similitudo) sowie die brüderliche Liebe und Solidarität der jeweils Ranggleichen (fraternitas) zum Ausdruck bringen.

## Werkgeschichte

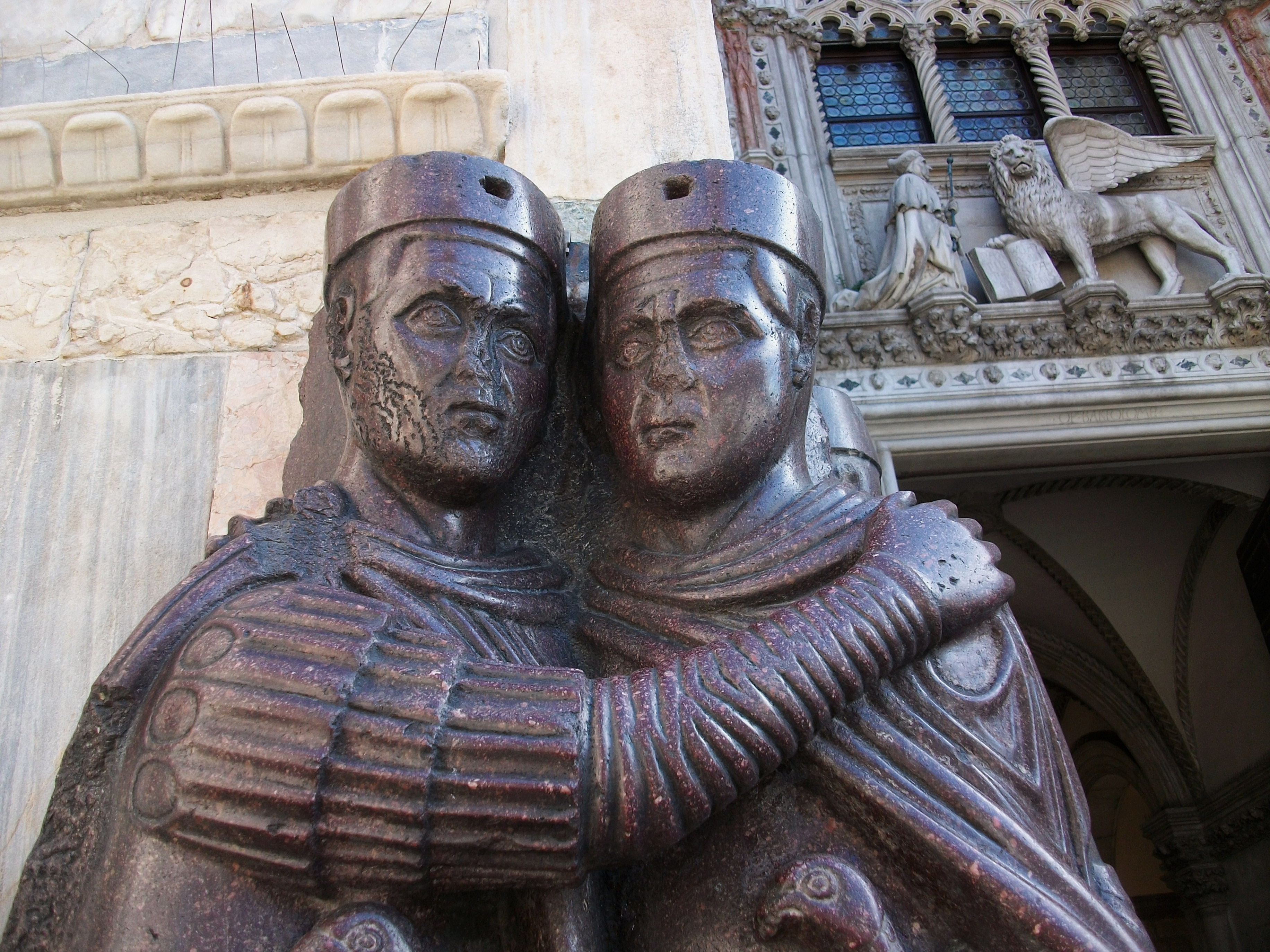
Detail

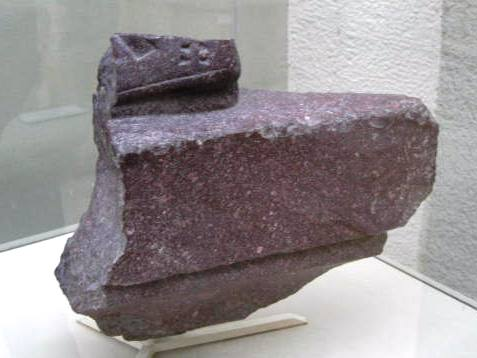
Verlorene Ferse der Tetrarchengruppe, heute im Archäologischen Museum Istanbul

Wo die Tetrarchenfiguren entstanden, ist unklar. Hans Peter Laubscher vermutet aufgrund der Herkunft des Porphyrs, sie seien anlässlich des Herrschaftsantritts der Tetrarchen 293 in Ägypten angefertigt worden. Arne Effenberger dagegen meint, sie seien in Diokletians Residenzstadt Nikomedia entstanden, wo sie dann in den Ausklinkungen zweier etwa sieben Meter hoher Säulen aufgestellt worden sein könnten. Anscheinend wurden ähnliche Tetrarchengruppen im staatlichen Auftrag in Serie gefertigt, denn eine ähnliche, wenngleich deutlich kleinere Skulptur befindet sich in den Vatikanischen Museen in Rom, Fragmente weiterer Gruppen wurden im serbischen Niš und in Istanbul gefunden.
Nach der Erhebung Konstantinopels zur Reichshauptstadt wurde die Tetrarchengruppe dorthin überführt und in zwei Säulen am Philadelphion aufgestellt. Ob dies unter Konstantin, unter seinen Söhnen oder erst unter Theodosius und dessen Söhnen geschah, ist ungewiss. Dabei wurde die Skulptur verändert und umgedeutet. In den Quellen werden unter anderem die Söhne Konstantins des Großen Konstantin II., Constantius II., Constans genannt. Als vierter kommt Crispus, bzw., da dieser 326 der damnatio verfiel, Konstantins Neffe Dalmatius in Frage. Diese Deutung könnte den Namen des Platzes erklären, auf dem sie standen, denn altgriechisch Φιλαδελφῖα Philadelphia bedeutet Bruderliebe. Da zudem nicht mehr einleuchtete, wieso bedeutende Kaiser einfache Soldatenmützen tragen sollten, bohrten die Byzantiner nach 800 schließlich die erwähnten Löcher, um kostbare Kronen daran zu befestigen, so genannte Stemmata. Auch wurden die Gesichter der Figuren verändert, indem in die jeweils linke grob ein Bart gekratzt wurde, der den Dargestellten zum jeweils älteren stilisierte. Zudem wurden die Fibeln an den Tuniken durch wertvollere Stücke ersetzt.
Um die Tetrarchengruppe an einem anderen Ort in der Stadt aufzustellen, sägten die Byzantiner sie aus ihren Säulen. Dabei wurde eine Figur beschädigt. Die dabei abgetrennte Ferse wurde 1963 bei einer Grabung unter Leitung des deutschen Bauforschers Rudolf Naumann am Myrelaion, der Kirche und dem Kaiserpalast des Romanos Lekapenos (920–944), im Istanbuler Stadtteil Aksaray gefunden und wird heute im dortigen  Archäologischen Museum ausgestellt. Damit war die bis dahin weit verbreitete Ansicht widerlegt, wonach die Tetrarchengruppe nicht aus Konstantinopel, sondern aus Akko stammt. Sie geht auf eine Notiz aus den Reisebeschreibungen Marco Polos zurück.
Bei der Plünderung Konstantinopels durch die Kreuzfahrer 1204 wurden die Skulpturen erneut aus ihrem Standort gebrochen und wie zahlreiche andere Kunstschätze auch nach Venedig gebracht. Dort baute man sie in eine Ecke des Markusdoms ein. Die Tetrarchengruppe gilt neben den Pferden von San Marco als bedeutendstes Stück aus der Konstantinopeler Beute. Diese Trophäen dienten wie der ganze „veneto-byzantinische Stil“ des 13. Jahrhunderts, in dem neben Markusdom und -platz auch mehrere Paläste am Canal Grande gestaltet wurden, der historischen und ästhetischen Selbstdefinition Venedigs. In späteren Jahrhunderten ging das Wissen um die Herkunft der Tetrarchengruppe verloren. Die ungewöhnliche Gestik wurde nun als verschworener Kriegsrat bei gleichzeitiger gegenseitiger Mordabsicht missdeutet. Daraus entwickelte sich die bis ins 18. Jahrhundert verbreitete Legende, die vier wären Griechen, Albaner oder Mauren, die einander im Streit um einen Schatz umgebracht hätten, und dieser befände sich seitdem direkt hinter ihnen in der Schatzkammer des Markusdoms.